# Phyllachora macrospora
Phyllachora macrospora är en svampart som beskrevs av Zimm. 1902. Phyllachora macrospora ingår i släktet Phyllachora och familjen Phyllachoraceae.   Inga underarter finns listade i Catalogue of Life.